# Leichtathletik-Weltmeisterschaften 2017/Speerwurf der Frauen

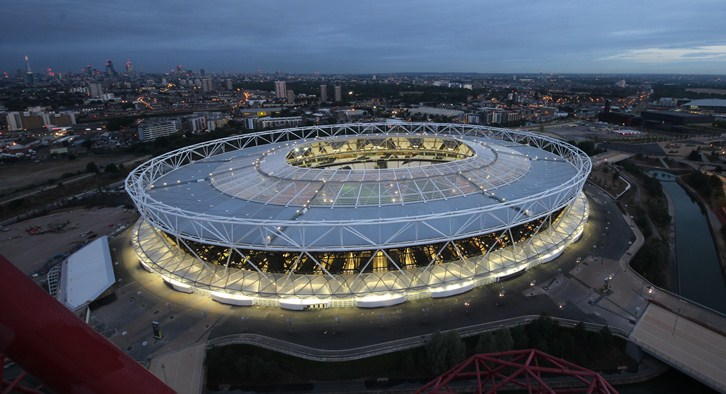
Das Olympiastadion London während der Weltmeisterschaften

Der Speerwurf der Frauen wurde bei den Leichtathletik-Weltmeisterschaften 2017 wurde am 6. und 8. August 2017 im Olympiastadion der britischen Hauptstadt London ausgetragen.
Mit Silber und Bronze errangen die chinesischen Speerwerferinnen in diesem Wettbewerb zwei Medaillen.

Zu ihrem dritten Weltmeistertitel nach 2007 und 2011 kam die tschechische Vizeweltmeisterin von 2009, zweifache Olympiasiegerin (2008, 2012), Olympiadritte von 2016, Europameisterin von 2014, Vizeeuropameisterin von 2006 und EM-Dritte von 2010 Barbora Špotáková.

Den zweiten Platz belegte die zweifache Asienmeisterin (2013, 2017) und Dritte der Asienmeisterschaften von 2009 Li Lingwei.

Bronze ging an Vizeweltmeisterin von 2015 Lü Huihui.

## Bestehende Rekorde
| Weltrekord               | 72,28 m | Barbora Špotáková | Stuttgart, Deutschland | 13. September 2008 |
| Weltmeisterschaftsrekord | 71,70 m | Osleidys Menéndez | WM Helsinki, Finnland  | 2. September 2011  |

Der bestehende WM-Rekord wurde bei diesen Weltmeisterschaften nicht eingestellt und nicht verbessert.

## Legende
Kurze Übersicht zur Bedeutung der Symbolik – so üblicherweise auch in sonstigen Veröffentlichungen verwendet:
| – | verzichtet                            |
| x | ungültig                              |
| r | Wettkampf nicht fortgesetzt (retired) |

## Qualifikation
Die Athletinnen traten zu einer Qualifikationsrunde in zwei Gruppen an. Die für den direkten Finaleinzug geforderte Qualifikationsweite betrug 63,50 m. Da nur sieben Werferinnen diese Weite übertrafen – hellblau unterlegt, wurde das Finalfeld mit den nachfolgend besten Werferinnen beider Gruppen auf insgesamt zwölf Teilnehmerinnen aufgefüllt – hellgrün unterlegt. So mussten für die Finalteilnahme schließlich 62,29 m erbracht werden.

### Gruppe A

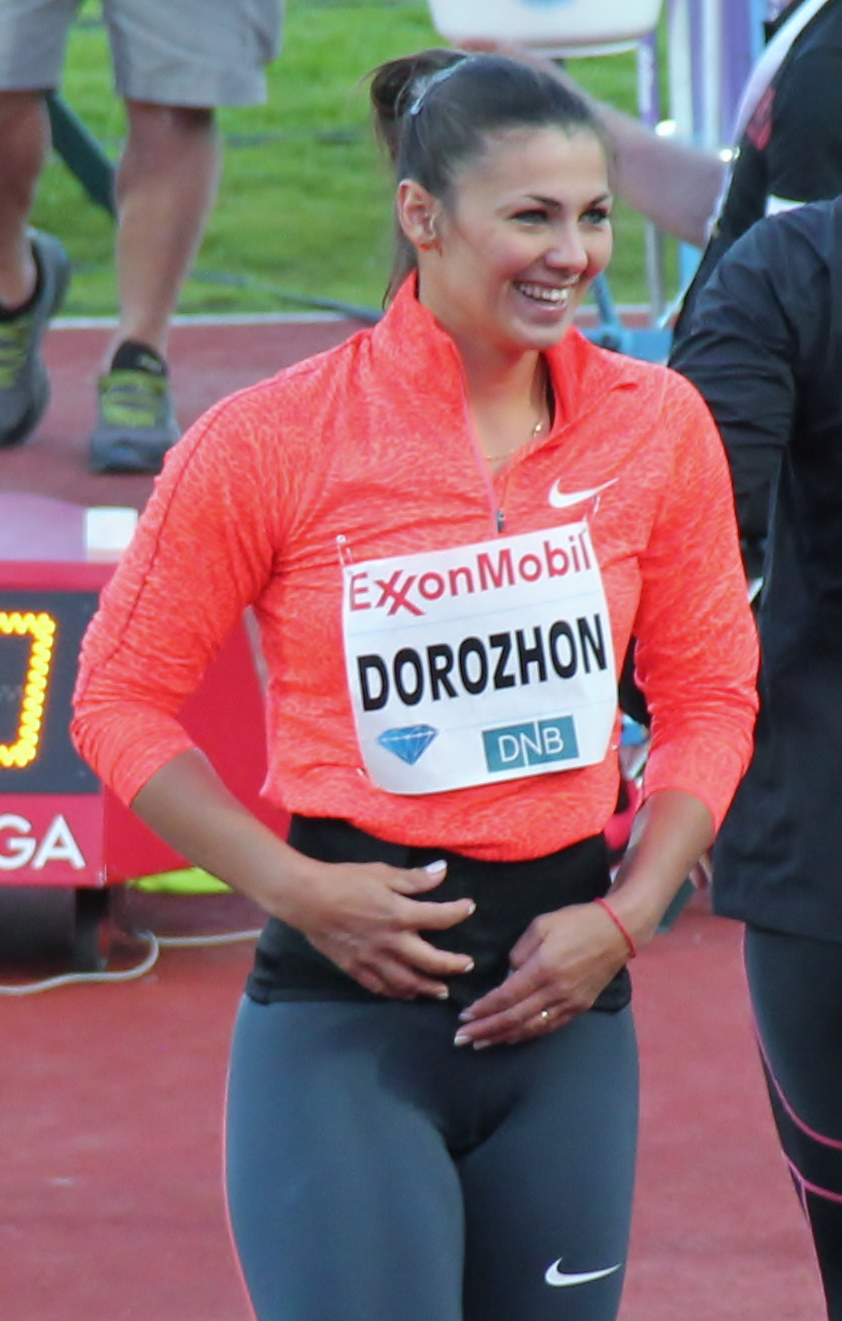
Marharyta Doroschon – ausgeschieden als Siebte mit 61,33 m

6. August 2017, 19:05 Uhr Ortszeit (20:05 Uhr MESZ)
| Platz | Athletin               | Land                | 1. Versuch | 2. Versuch | 3. Versuch | Weite (m) |
| ----- | ---------------------- | ------------------- | ---------- | ---------- | ---------- | --------- |
| 1     | Katharina Molitor      | Deutschland         | 61,76      | 65,37      | –          | 65,37 SB  |
| 2     | Liu Shiying            | Volksrepublik China | x          | 58,89      | 64,72      | 64,72     |
| 3     | Kelsey-Lee Roberts     | Australien          | 61,12      | 63,70      | –          | 63,70     |
| 4     | Sara Kolak             | Kroatien            | 63,03      | x          | 63,24      | 63,24     |
| 5     | Elizabeth Gleadle      | Kanada              | 61,39      | 62,97      | x          | 62,97     |
| 6     | Tazzjana Chaladowitsch | Belarus             | 62,58      | 61,07      | 59,73      | 62,58     |
| 7     | Marharyta Doroschon    | Israel              | 56,02      | 61,33      | x          | 61,33     |
| 8     | Kara Winger            | USA                 | 61,27      | 58,24      | 59,63      | 61,27     |
| 9     | Marina Saitō           | Japan               | 59,21      | 57,29      | 60,86      | 60,86     |
| 10    | Nikola Ogrodníková     | Tschechien          | 59,99      | x          | 55,89      | 59,99     |
| 11    | Madara Palameika       | Lettland            | x          | 59,54      | x          | 59,54     |
| 12    | Flor Ruíz              | Kolumbien           | 57,93      | 57,94      | x          | 57,94     |
| 13    | Yuki Ebihara           | Japan               | 55,36      | 57,51      | x          | 57,51     |
| 14    | Liveta Jasiūnaitė      | Litauen             | 50,51      | 55,05      | 55,80      | 55,80     |
| 15    | Sigrid Borge           | Norwegen            | 54,94      | 55,08      | x          | 55,08     |
| 16    | Hanna Hazko-Fedussowa  | Ukraine             | x          | 51,90      | x          | 51,90     |

In Qualifikationsgruppe A ausgeschiedene Speerwerferinnen:

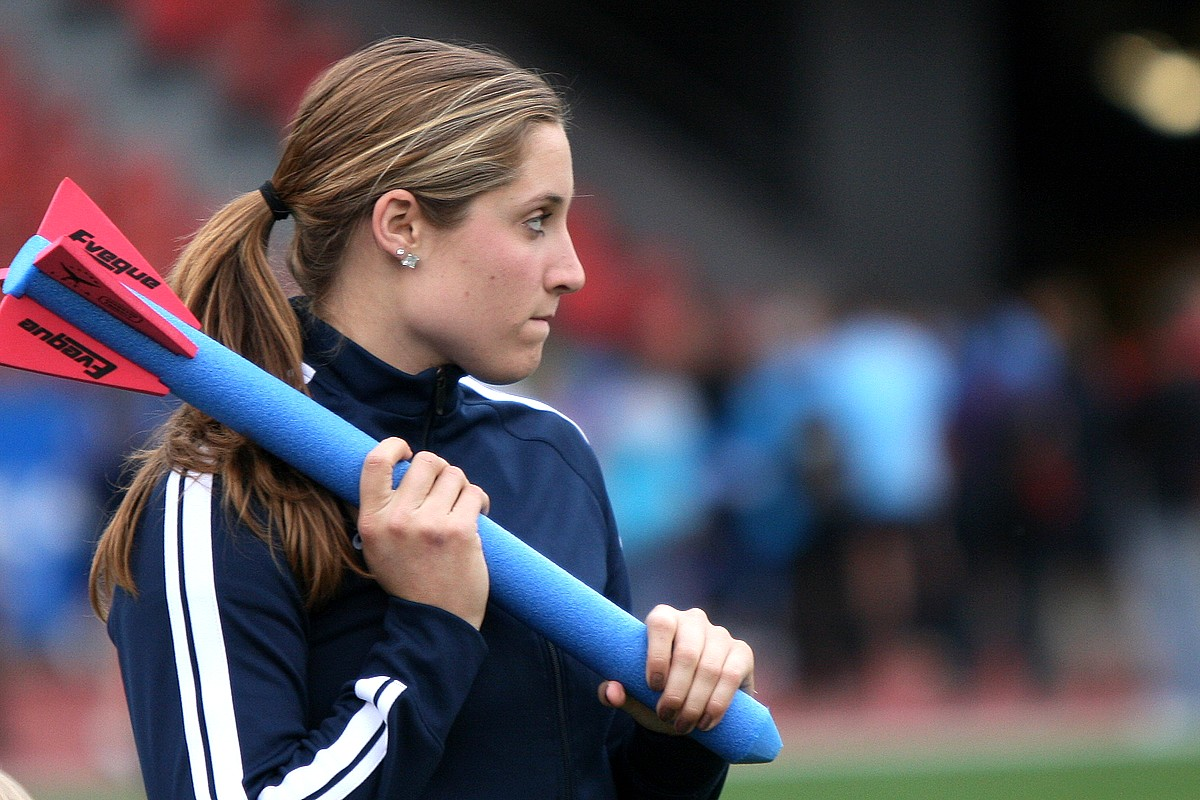
Kara Winger, frühere Kara Patterson – Rang acht mit 61,27 m
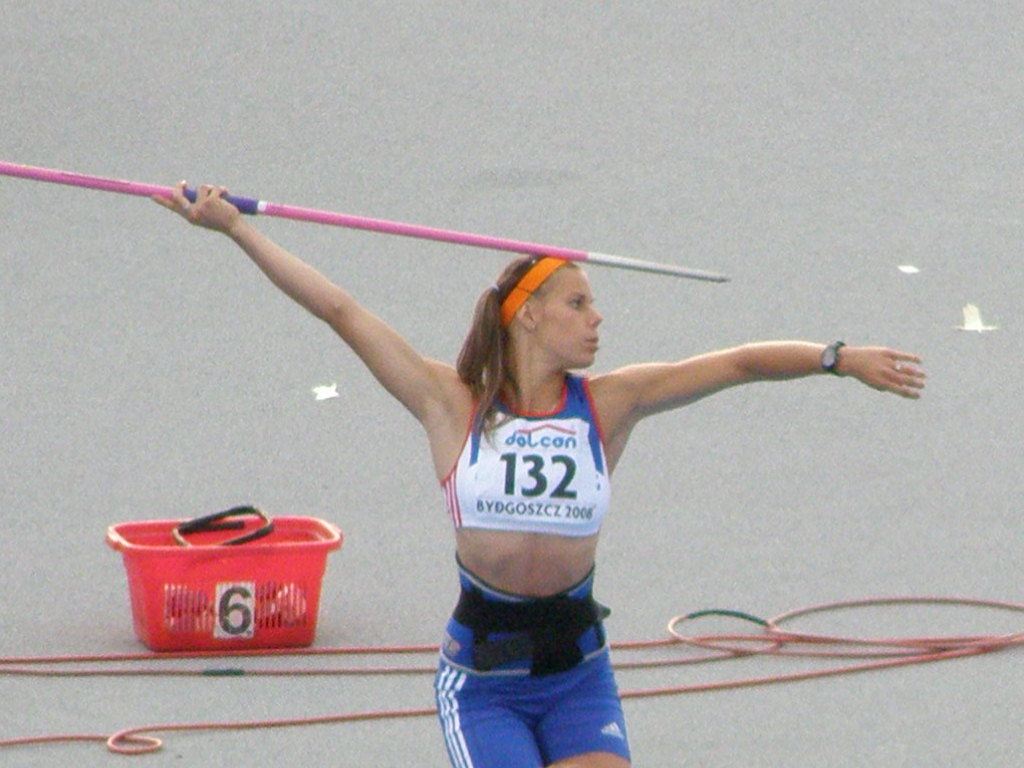
Nikola Ogrodníková Rang zehn mit 59,99 m
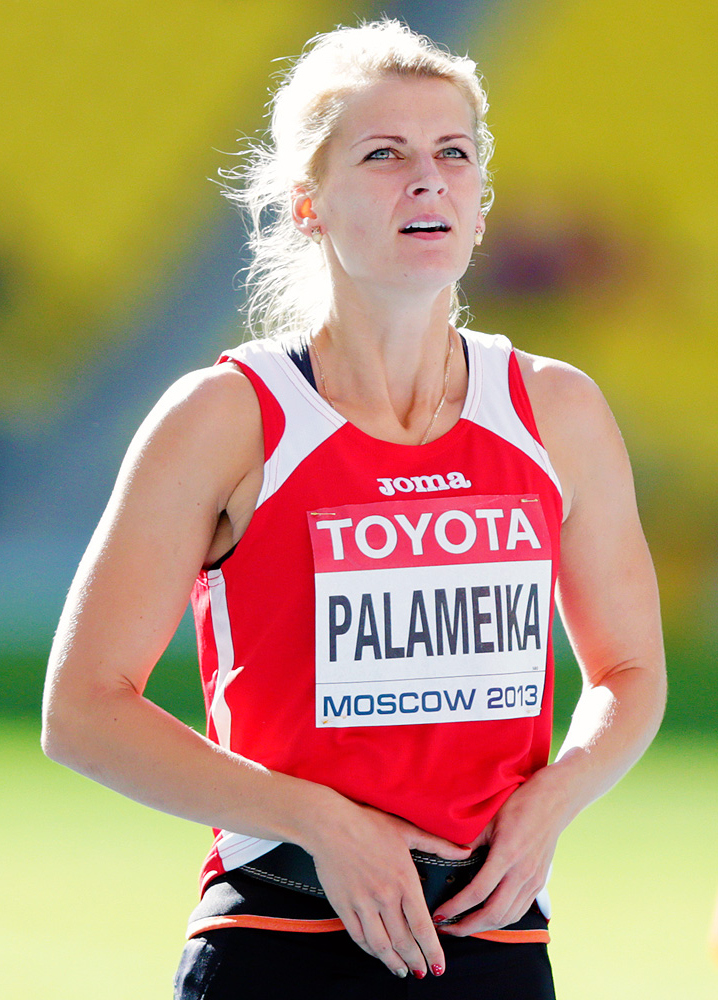
Madara Palameika Rang elf mit 59,54 m
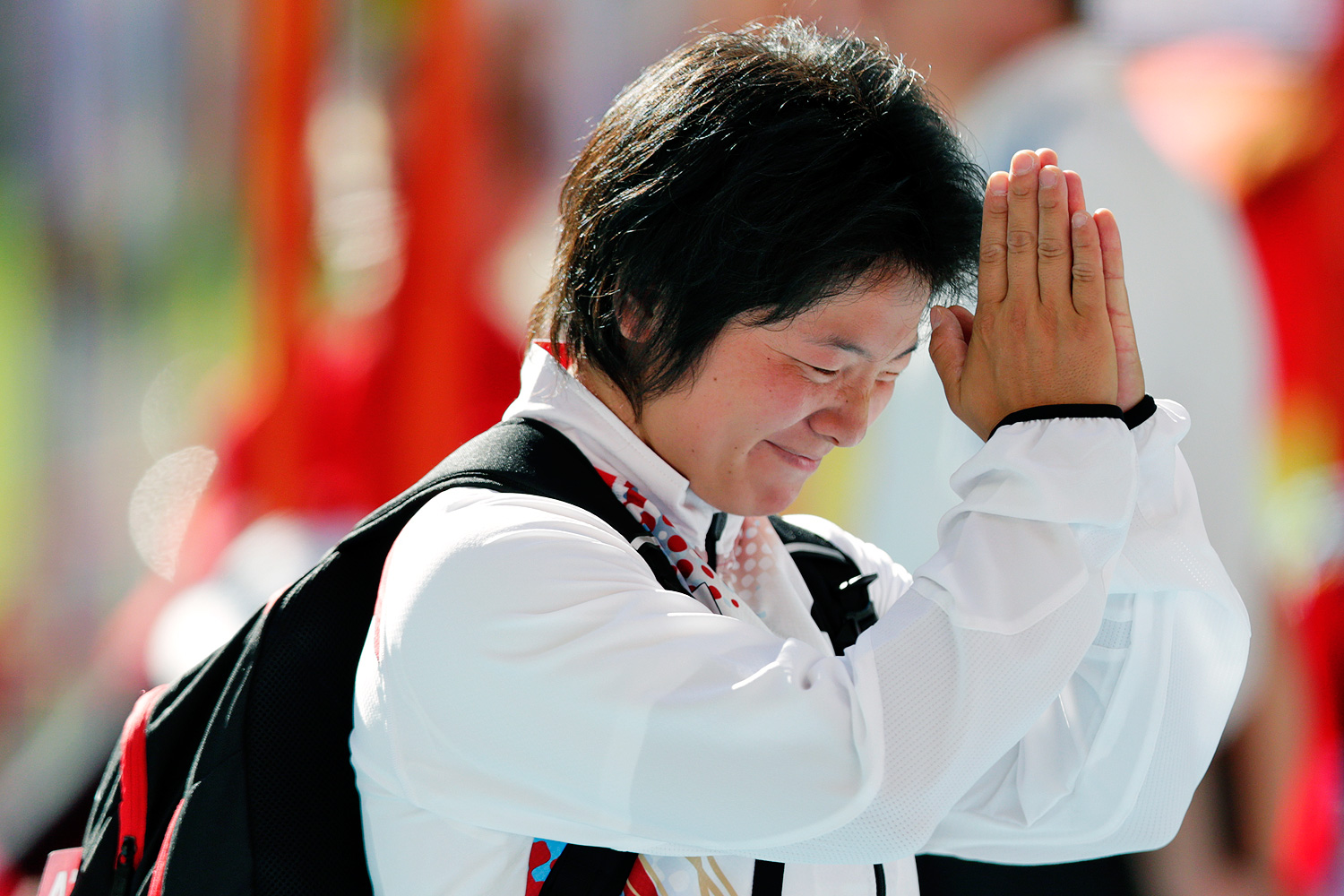
Yuki Ebihara Rang dreizehn mit 57,51 m
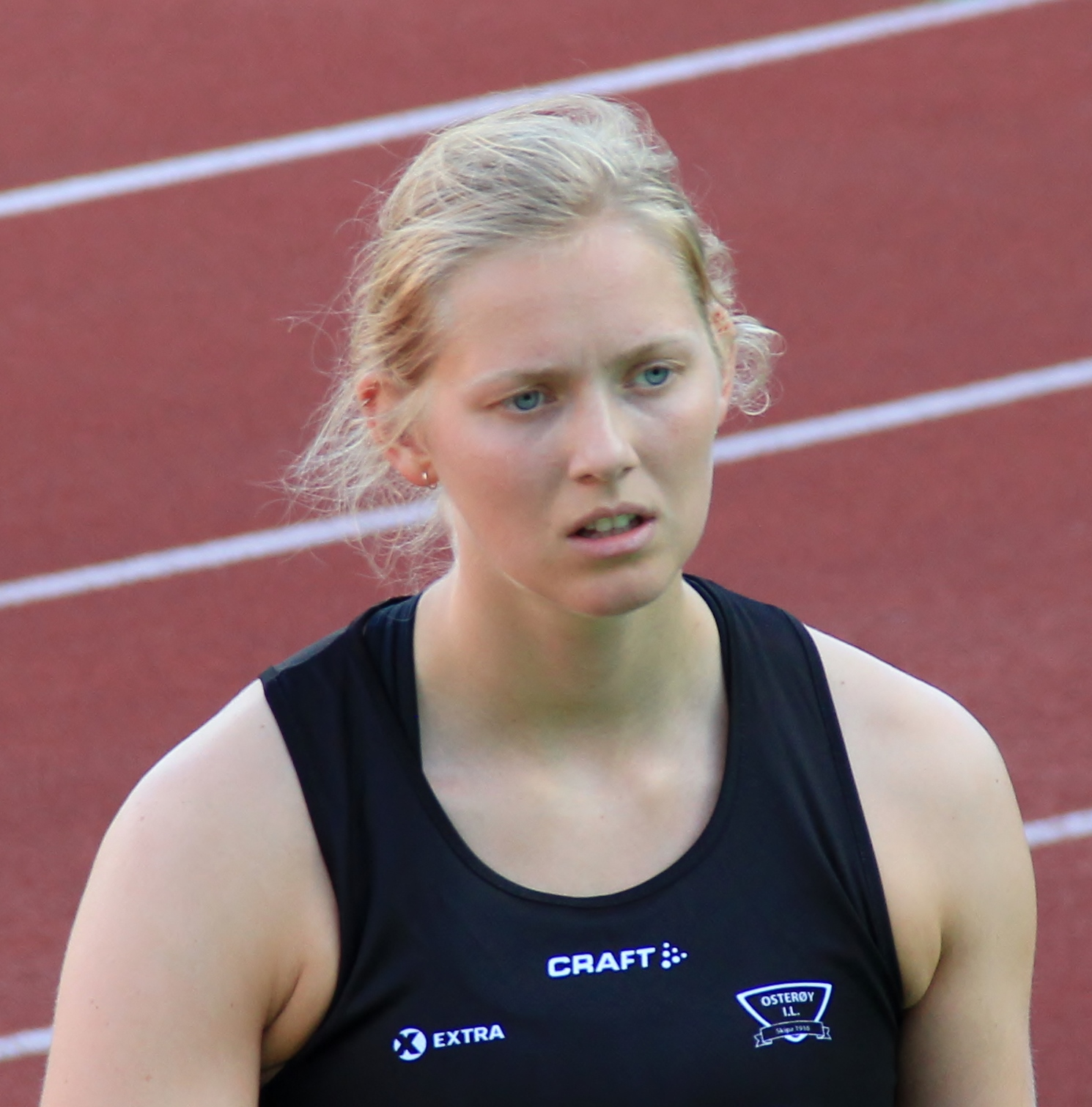
Sigrid Borge Rang fünfzehn mit 55,08 m

### Gruppe B
6. August 2017, 20:30 Uhr Ortszeit (21:30 Uhr MESZ)
| Platz | Athletin              | Land                        | 1. Versuch | 2. Versuch | 3. Versuch | Weite (m) |
| ----- | --------------------- | --------------------------- | ---------- | ---------- | ---------- | --------- |
| 1     | Lü Huihui             | Volksrepublik China         | 67,59      | –          | –          | 67,59 AS  |
| 2     | Martina Ratej         | Slowenien                   | 65,64      | –          |            | 65,64 SB  |
| 3     | Barbora Špotáková     | Tschechien                  | 59,04      | 64,32      | –          | 64,32     |
| 4     | Eda Tuğsuz            | Türkei                      | 62,13      | 61,51      | 63,87      | 63,87     |
| 5     | Ásdís Hjálmsdóttir    | Island                      | 59,53      | 57,28      | 63,06      | 63,06     |
| 6     | Li Lingwei            | Volksrepublik China         | 62,26      | 62,29      | 60,78      | 62,29     |
| 7     | Anete Kociņa          | Lettland                    | x          | 62,26      | 58,75      | 62,26     |
| 8     | Christin Hussong      | Deutschland                 | 57,53      | 56,92      | 60,86      | 60,86     |
| 9     | Laila Ferrer de Silva | Brasilien                   | 60,54      | 56,44      | 60,10      | 60,54     |
| 10    | Annu Rani             | Indien                      | 57,34      | 59,93      | 57,16      | 59,93     |
| 11    | Marcelina Witek       | Polen                       | 59,00      | x          | x          | 59,00     |
| 12    | Kathryn Mitchell      | Australien                  | 57,42      | x          | x          | 57,42     |
| 13    | Ariana Ince           | USA                         | x          | 54,52      | x          | 54,52     |
| 14    | Risa Miyashita        | Japan                       | 51,57      | 53,43      | 53,83      | 53,83     |
| NM    | Wera Rebrik           | Authorised Neutral Athletes | x          | x          | r          | ogV       |

In Qualifikationsgruppe B ausgeschiedene Speerwerferinnen:

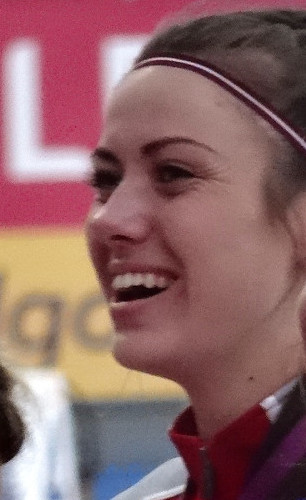
Anete Kociņa Rang sieben mit 62,26 m
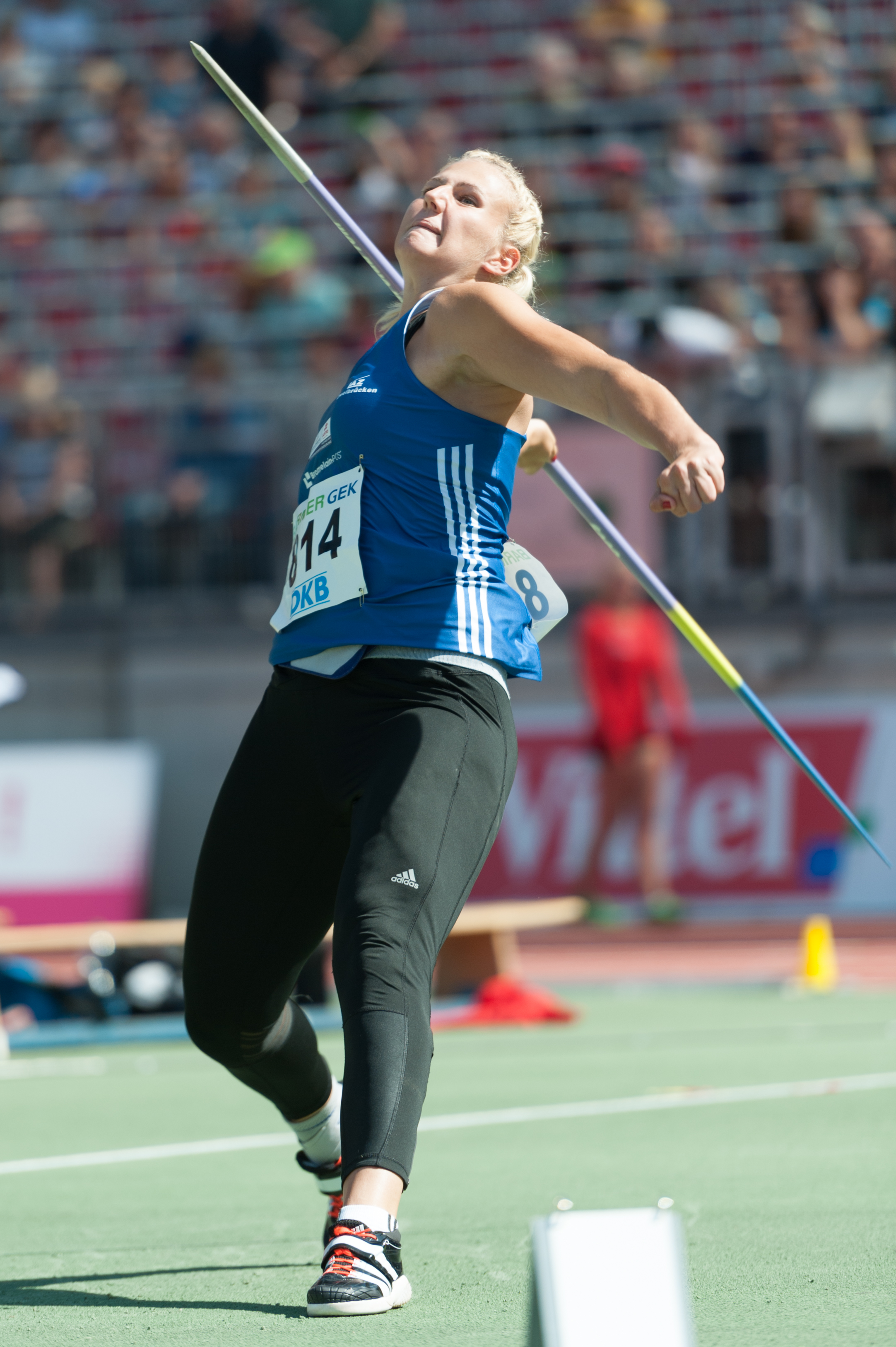
Christin Hussong Rang acht mit 60,86 m
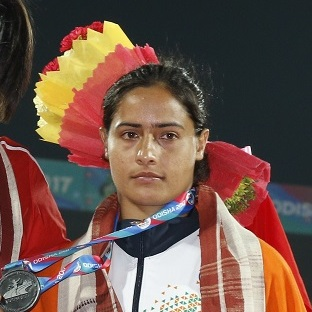
Annu Rani Rang zehn mit 59,93 m
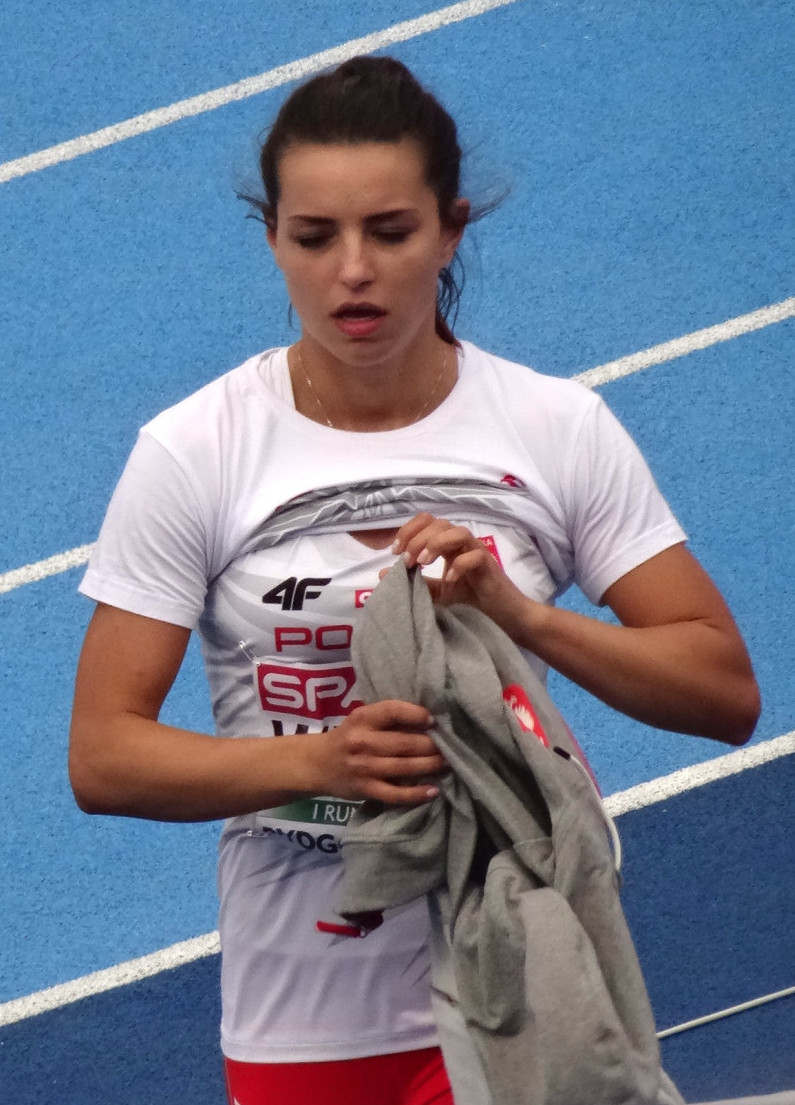
Marcelina Witek Rang elf mit 59,00 m

## Finale
8. August 2017, 19:20 Uhr Ortszeit (20:20 Uhr MESZ)
Aus dem Favoritenkreis ragte die tschechische Weltrekordlerin, zweifache Olympiasiegerin – 2008 / 2012, Weltmeisterin von 2009 und Europameisterin von 2014 Barbora Špotáková etwas heraus. Aber sie musste mit starken Konkurrentinnen rechnen. Da war zunächst einmal die deutsche Weltmeisterin von 2015 Katharina Molitor, die allerdings nicht in ihrer starken Form aus dem Jahre 2015 antrat. Als Olympiasiegerin 2016 hatte die Kroatin Sara Kolak überrascht, die hier ebenfalls mit dabei war. Auch die Vizeweltmeisterin von 2015 Lü Huihui gehörte ebenso zu diesem Favoritenkreis wie die amtierende Europameisterin Tazzjana Chaladowitsch aus Weißrussland.
Runde eins brachte noch keine großen Weiten, mit 63,04 m führte Chaladowitsch. Das änderte sich im zweiten Durchgang. Špotáková erzielte mit 66,76 m die neue Spitzenweite. Drei Werferinnen übertrafen nun die 64-Marke. Kolak war Zweite mit 64,95 m vor der Türkin Eda Tuğsuz – 64,52 m – und Chaladowitsch – 64,05 m. Molitor lag mit 63,75 m auf Rang fünf. In der dritten Versuchsreihe steigerte sich die Chinesin Li Lingwei auf 66,25 m, war damit Zweite und verdrängte alle bis dahin vor ihr liegenden Werferinnen um einen Platz nach hinten.
In den nun folgenden drei Finaldurchgängen der besten Acht tat sich nicht mehr allzu viel. Eine wichtige Veränderung gab es allerdings noch. Mitfavoritin Lü Huihui eroberte mit 65,26 m den Bronzeplatz. Damit war Barbora Špotáková zum zweiten Mal Weltmeisterin vor der Chinesin Li Lingwei. Olympiasiegerin Sara Kolak kam auf den vierten Rang vor Eda Tuğsuz. Europameisterin Tazzjana Chaladowitsch wurde Sechste, Titelverteidigerin Katharina Molitor belegte Platz sieben.
| Platz | Athletin               | Land                | 1. Versuch | 2. Versuch | 3. Versuch | 4. Versuch                                  | 5. Versuch                                  | 6. Versuch                                  | Weite (m) |
| ----- | ---------------------- | ------------------- | ---------- | ---------- | ---------- | ------------------------------------------- | ------------------------------------------- | ------------------------------------------- | --------- |
|       | Barbora Špotáková      | Tschechien          | 58,48      | 66,76      | x          | 65,64                                       | 62,57                                       | 63,75                                       | 66,76     |
|       | Li Lingwei             | Volksrepublik China | 61,81      | 63,01      | 66,25      | 65,38                                       | x                                           | x                                           | 66,25 PB  |
|       | Lü Huihui              | Volksrepublik China | 62,71      | 62,44      | 61,95      | 60,87                                       | 65,26                                       | 58,30                                       | 65,26     |
| 4     | Sara Kolak             | Kroatien            | x          | 64,95      | x          | 57,38                                       | 63,50                                       | x                                           | 64,95     |
| 5     | Eda Tuğsuz             | Türkei              | 61,81      | 64,52      | x          | 63,68                                       | 64,47                                       | 62,77                                       | 64,52     |
| 6     | Tazzjana Chaladowitsch | Belarus             | 63,04      | 64,05      | x          | x                                           | 62,62                                       | x                                           | 64,05     |
| 7     | Katharina Molitor      | Deutschland         | 59,81      | 63,75      | 59,67      | 59,67                                       | 59,80                                       | 58,30                                       | 63,75     |
| 8     | Liu Shiying            | Volksrepublik China | x          | x          | 62,28      | 62,84                                       | 61,31                                       | 61,39                                       | 62,84     |
| 9     | Martina Ratej          | Slowenien           | 61,05      | x          | 59,11      | nicht im Finale der besten acht Werferinnen | nicht im Finale der besten acht Werferinnen | nicht im Finale der besten acht Werferinnen | 61,05     |
| 10    | Kelsey-Lee Roberts     | Australien          | 60,76      | 58,39      | 59,76      | nicht im Finale der besten acht Werferinnen | nicht im Finale der besten acht Werferinnen | nicht im Finale der besten acht Werferinnen | 60,76     |
| 11    | Ásdís Hjálmsdóttir     | Island              | 57,38      | 60,16      | x          | nicht im Finale der besten acht Werferinnen | nicht im Finale der besten acht Werferinnen | nicht im Finale der besten acht Werferinnen | 60,16     |
| 12    | Elizabeth Gleadle      | Kanada              | 60,12      | 58,87      | 58,36      | nicht im Finale der besten acht Werferinnen | nicht im Finale der besten acht Werferinnen | nicht im Finale der besten acht Werferinnen | 60,12     |

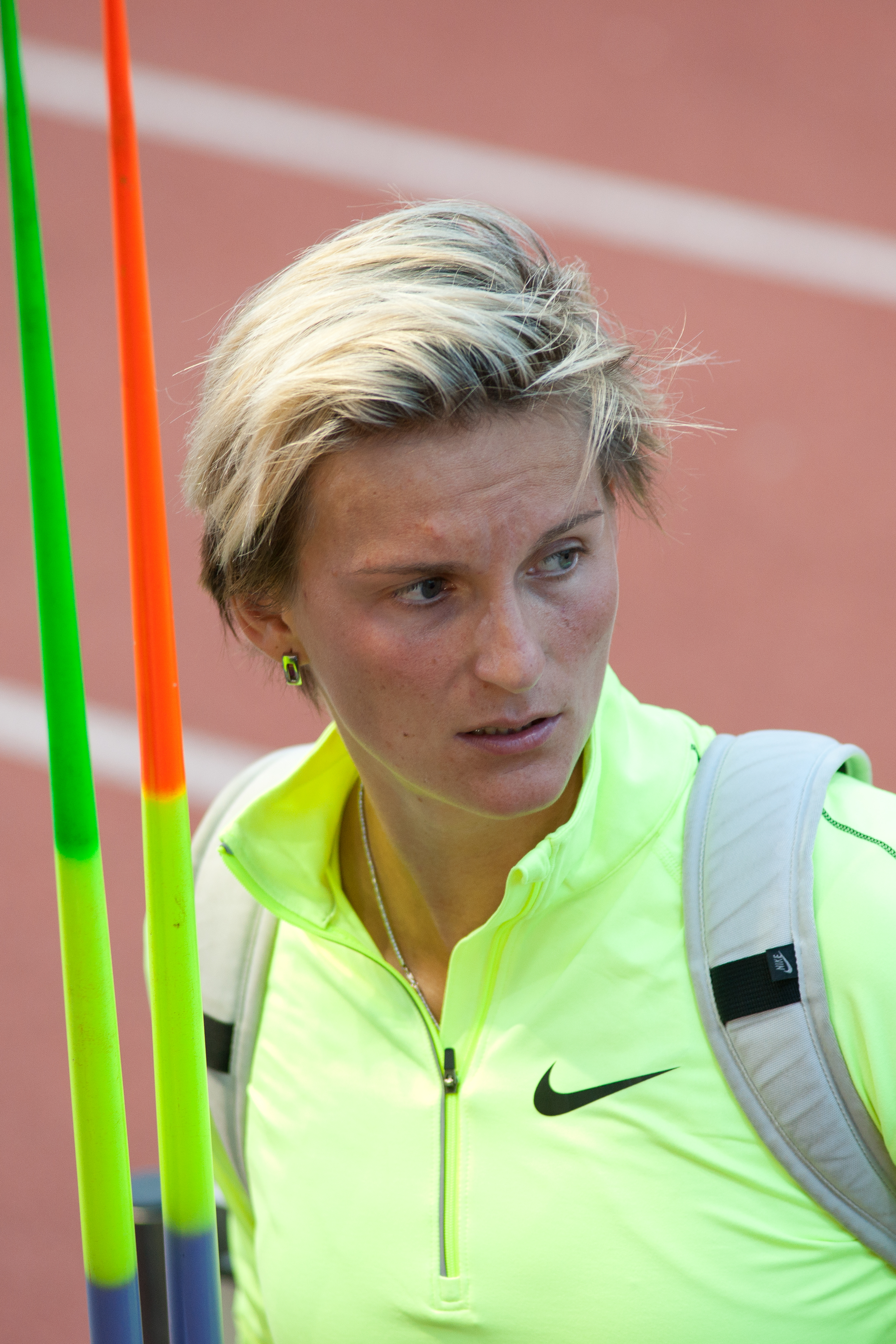
Weltmeisterin Barbora Špotáková
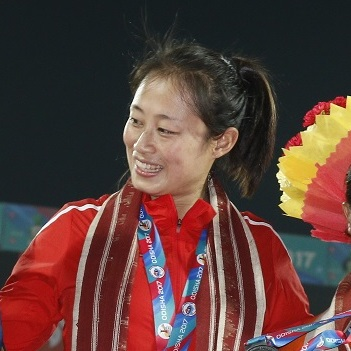
Vizeweltmeisterin Li Lingwei
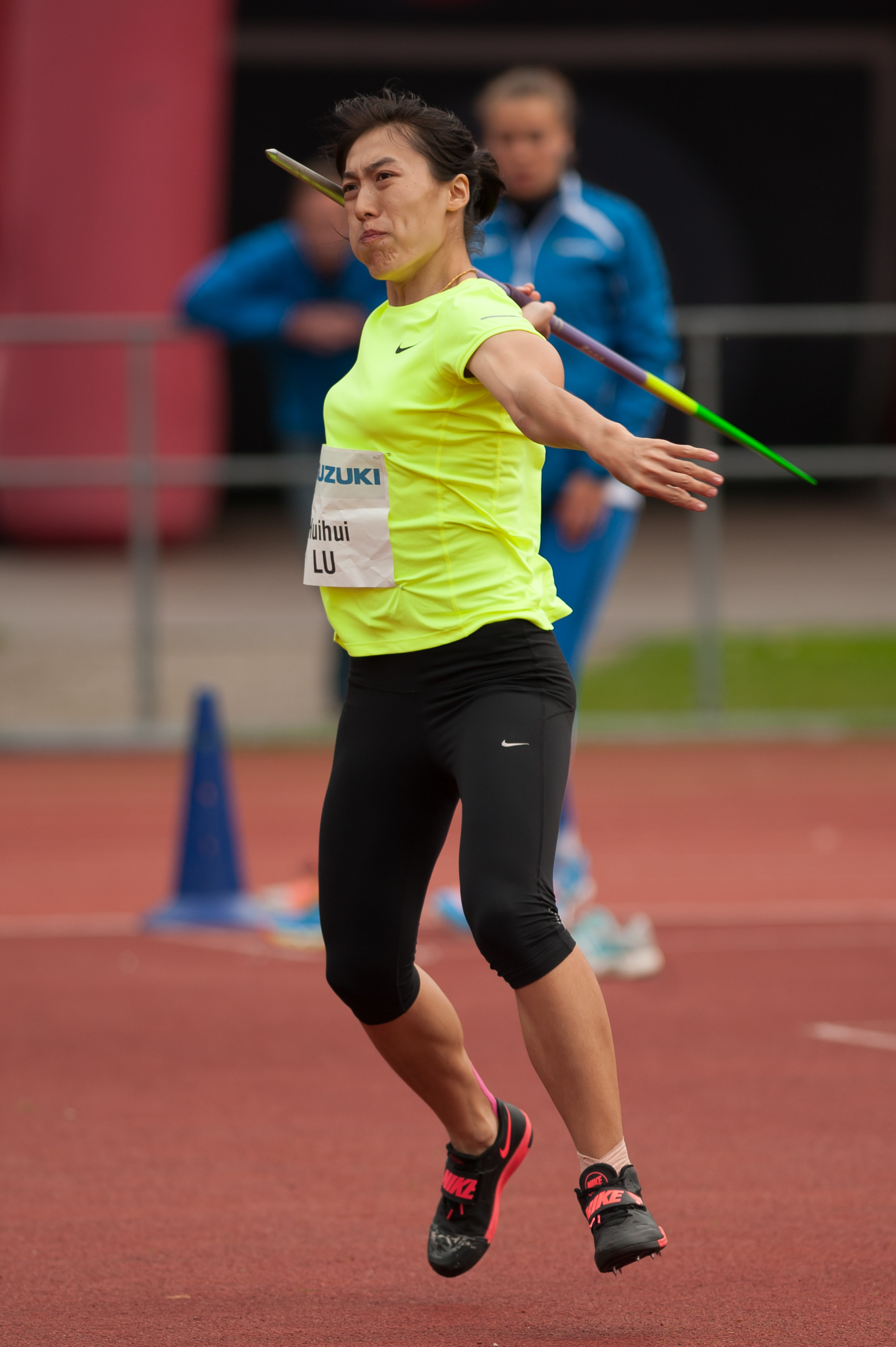
Bronzemedaillengewinnerin Lü Huihui

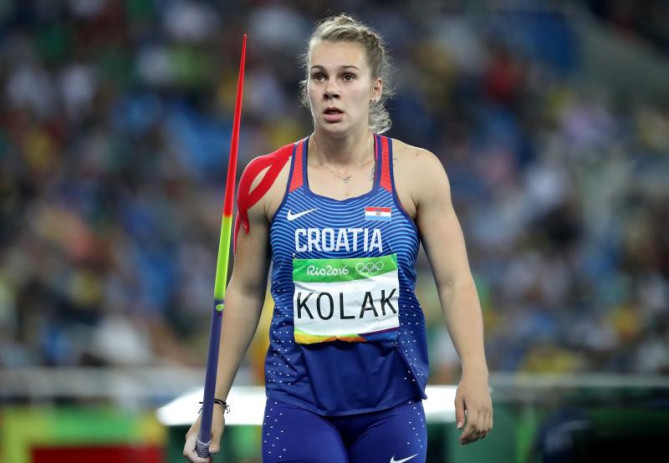
Rang vier für die Olympiasiegerin von 2016 Sara Kolak
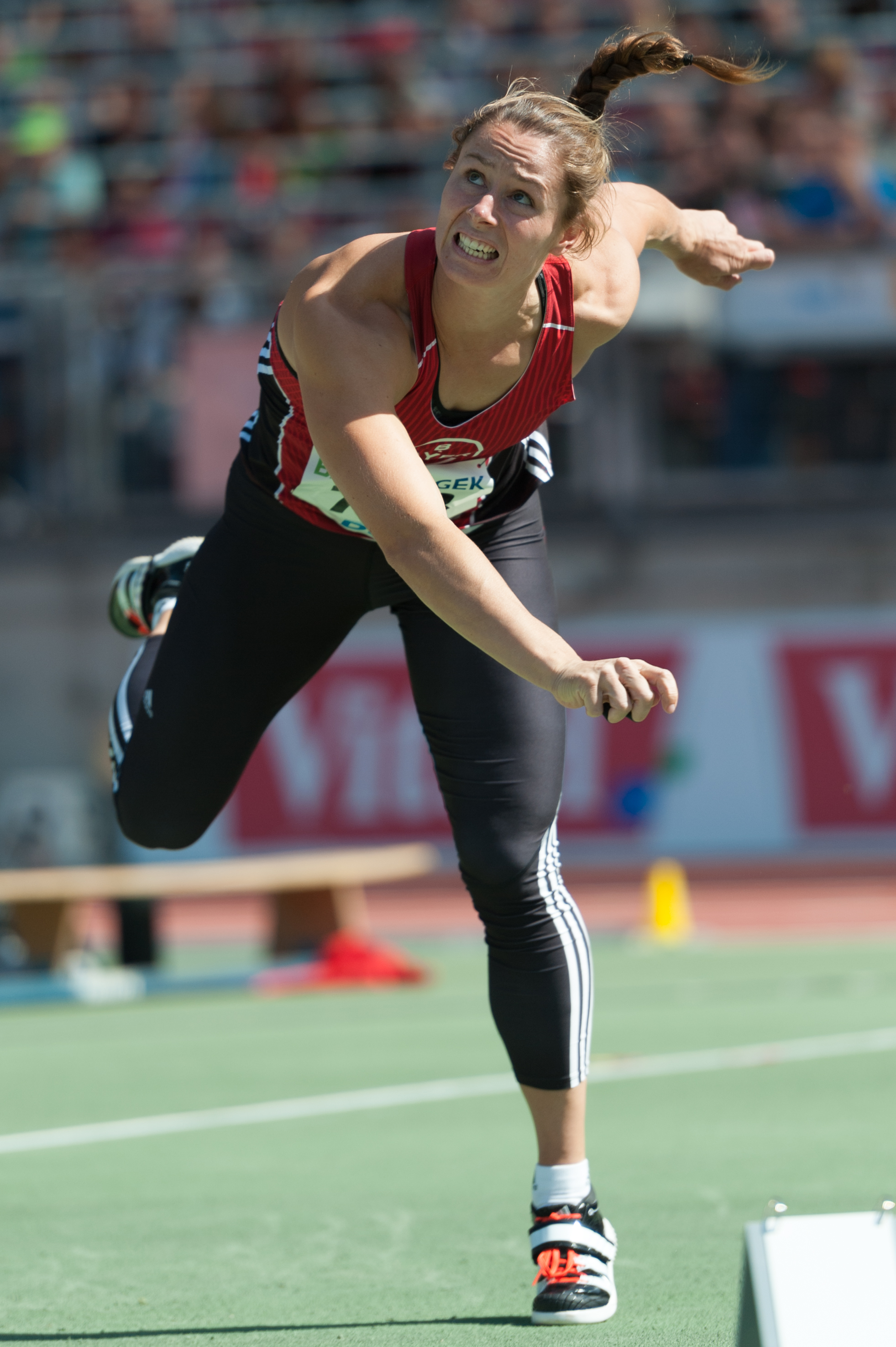
Titelverteidigerin Katharina Molitor kam auf den siebten Platz
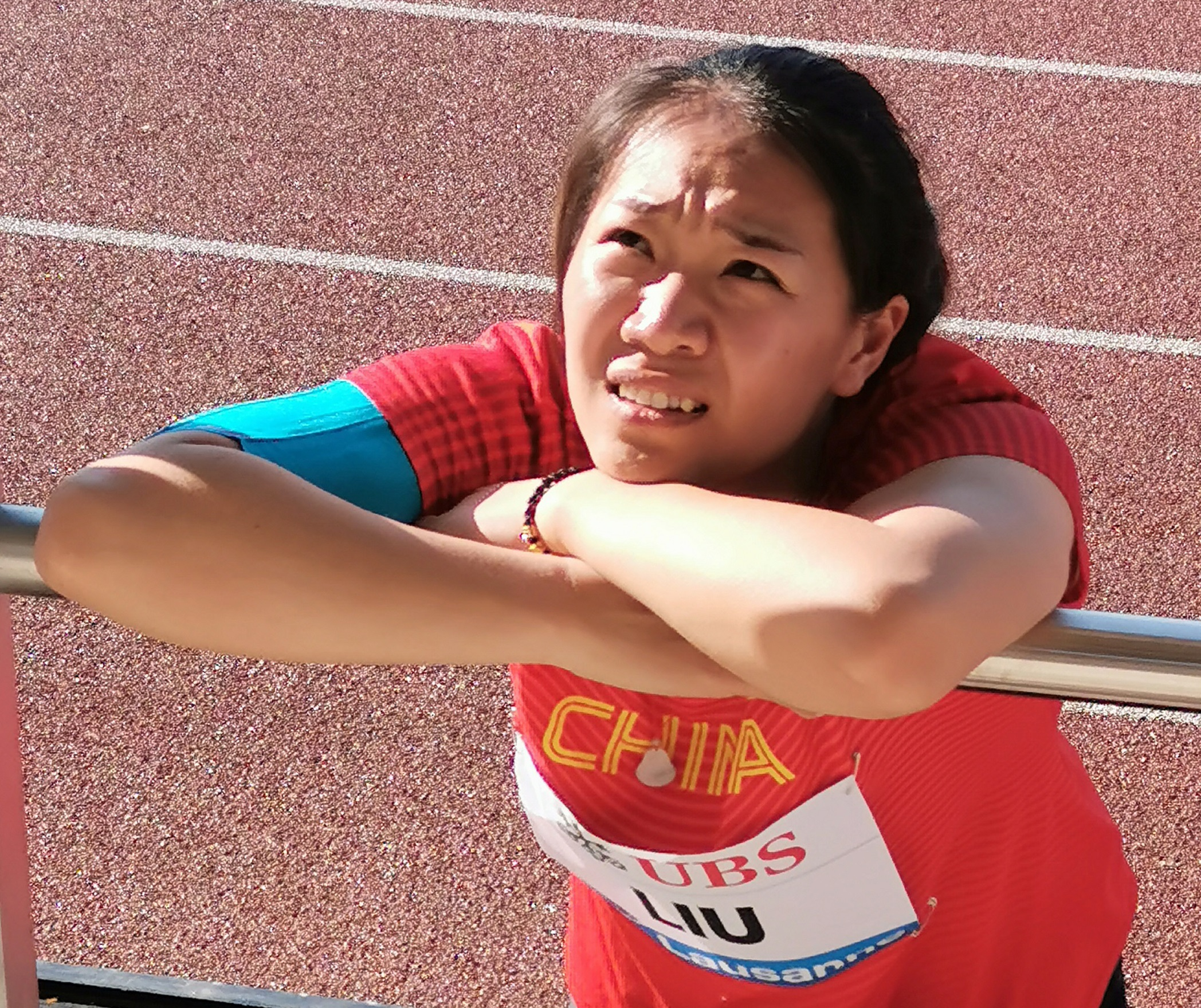
Liu Shiying – Rang acht
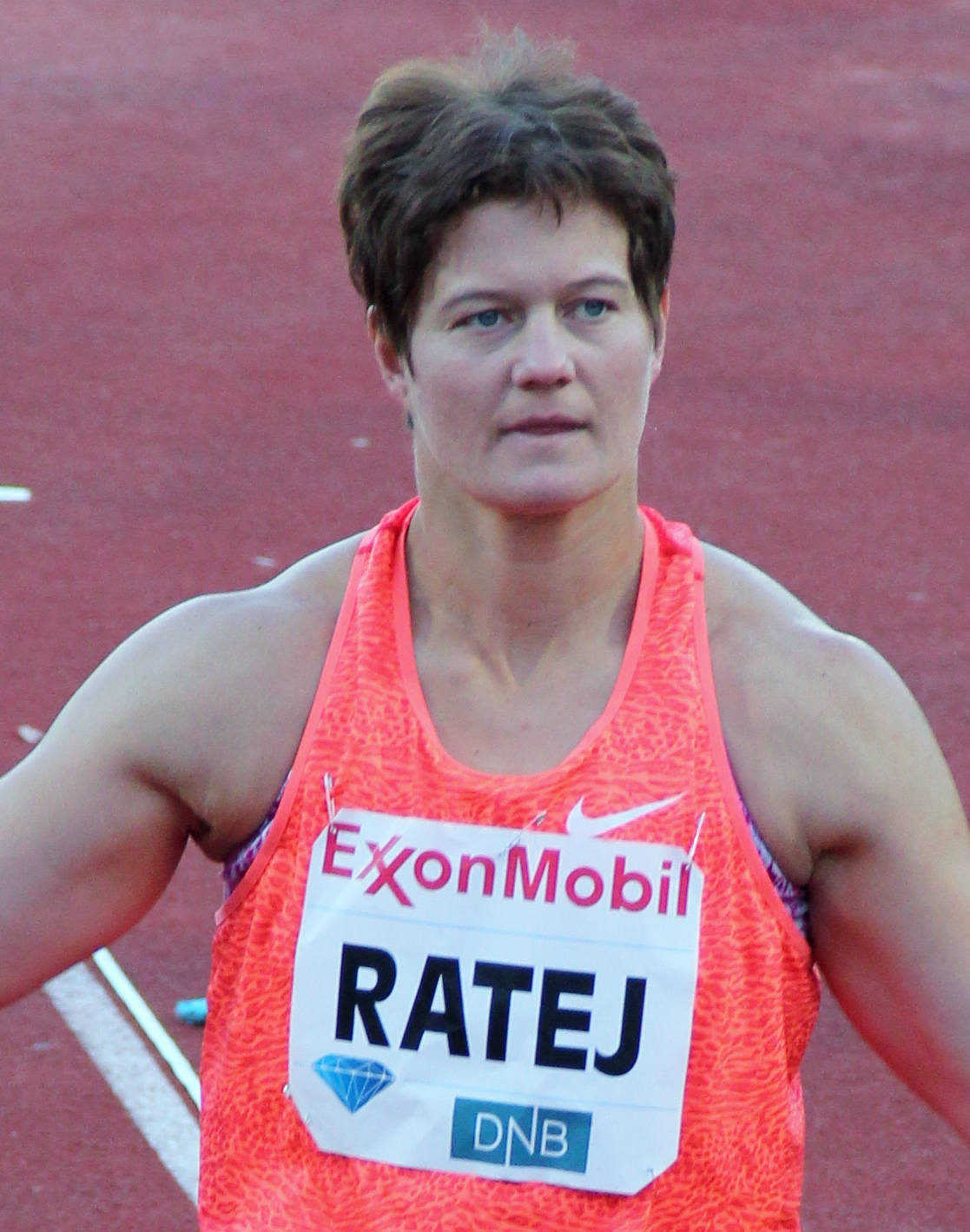
Martina Ratei wurde Neunte
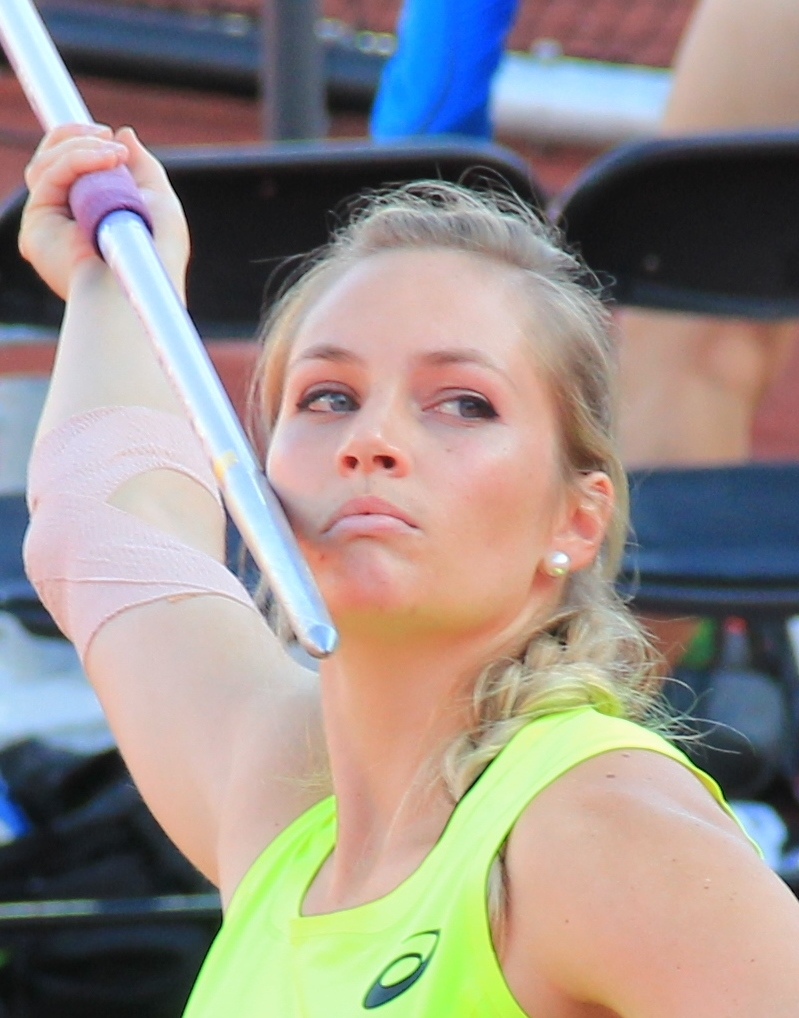
Kelsey-Lee Roberts belegte Rang zehn
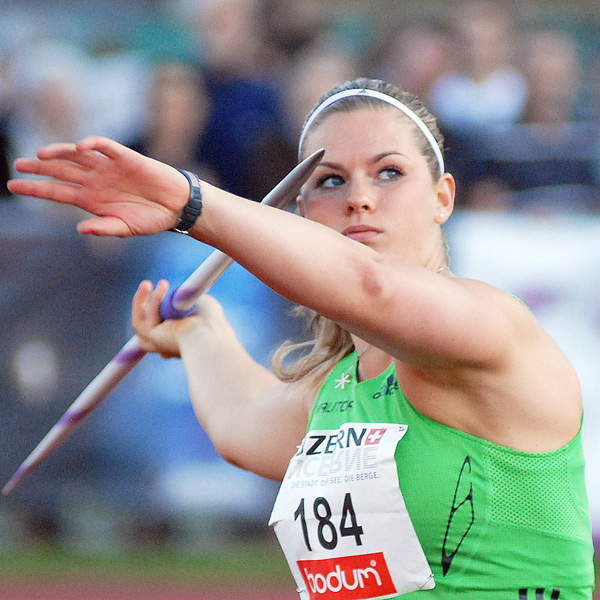
Ásdís Hjálmsdóttir erreichte den elften Platz
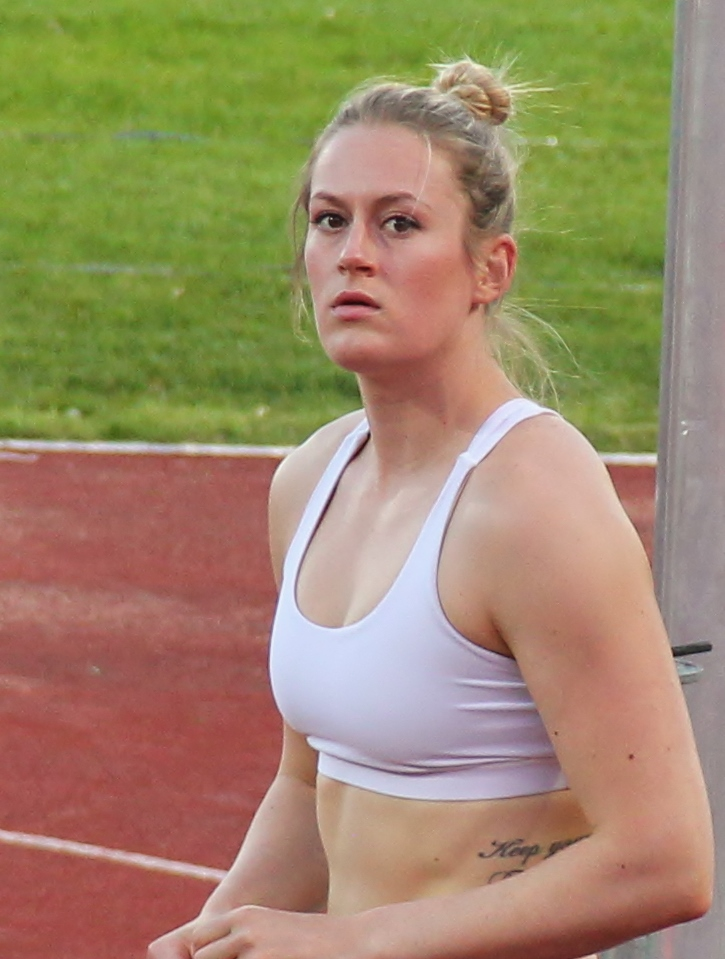
Elizabeth Gleadle kam auf Rang zwölf

## Videolinks
- IAAF WORLD CHAMPIONSHIPS LONDON 2017 ~ Women Javelin 67,59m new Asia Record, youtube.com, abgerufen am 9. März 2021
- Barbora Spotakova 66,76 m - Women Javelin Final - IAAF World Championships London 2017, youtube.com, abgerufen am 9. März 2021